# Liste des ponts de Saint-Denis
 (septembre 2010).
Si vous disposez d'ouvrages ou d'articles de référence ou si vous connaissez des sites web de qualité traitant du thème abordé ici, merci de compléter l'article en donnant les références utiles à sa vérifiabilité et en les liant à la section « Notes et références ».
La liste des ponts de Saint-Denis, en Seine-Saint-Denis, (France), indiqués ci-après, est présentée par type de pont.

## Voies routières ou autoroutières
- Viaduc autoroutier de L'Île-Saint-Denis[1].  et Pont du boulevard de la Libération[2], ponts de l'autoroute A86
- Pont de l'île Saint-Denis (sur l'ex-route nationale 186), en deux parties, entre Saint-Denis et L'Île-Saint-Denis puis entre L'Île-Saint-Denis et Villeneuve-la-Garenne
- Ponts sous l'autoroute A1 de la rue Jeanne-d'Arc, de la rue Taittinger et de la rue Danielle-Casanova
- Pont sur l'autoroute A1 de la Route de La Courneuve (ex-RN 186) et de la rue Voltaire

## Passerelles piétonnes
- Passerelle du Franc-Moisin
- Passerelle de l'Écluse, passerelle du stade de France, à la Porte de Paris
- Passerelle de la Gare

Ces trois passerelles franchissent le canal Saint-Denis ainsi que le pont de la gare de Saint-Denis, sur l'ex-route nationale 186, mais sont réservées aux piétons depuis 2010 ainsi qu'au tramway de la ligne T1.

## Viaducs

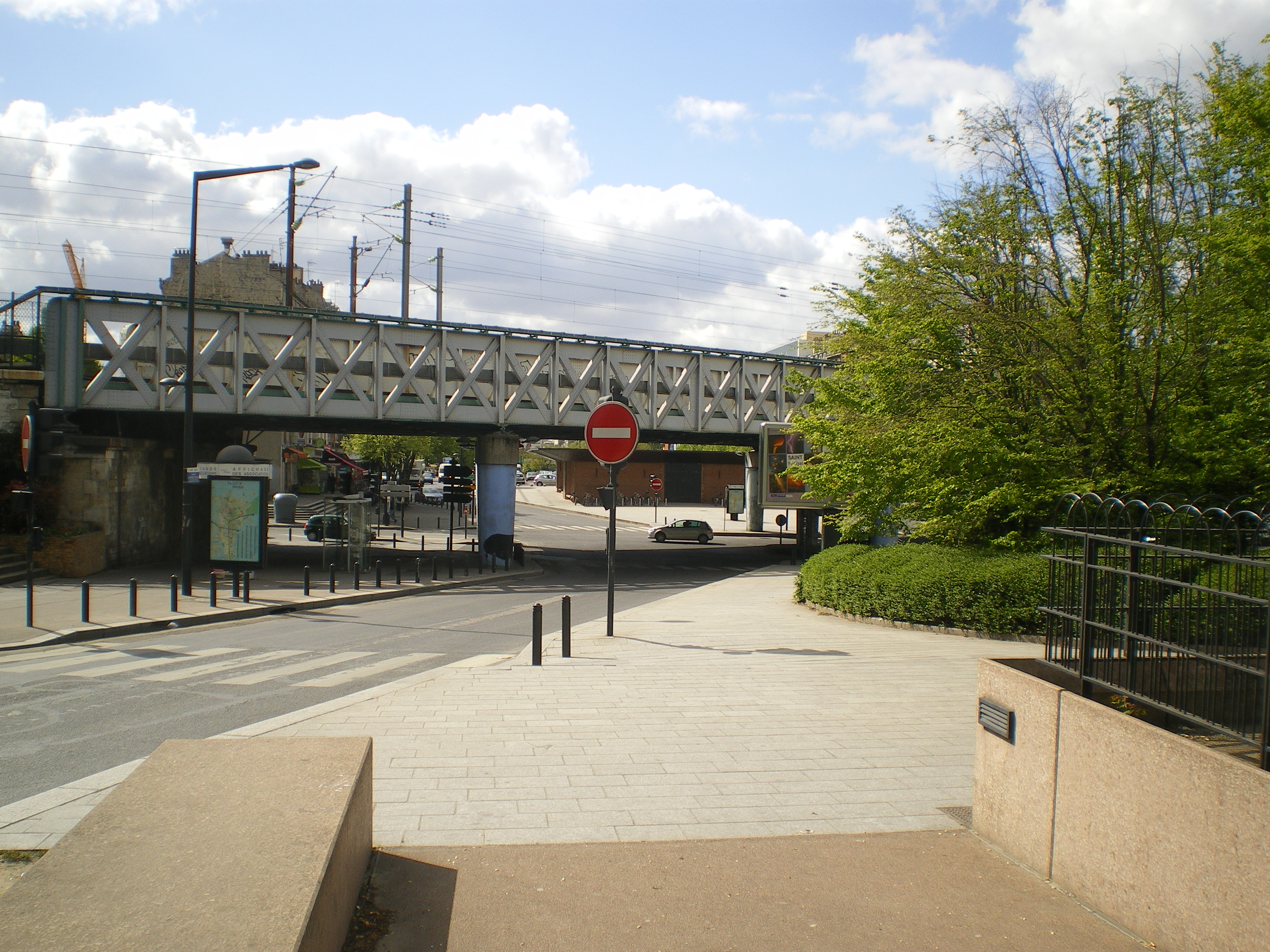
Le pont de Soissons en 2012.

- Viaduc de la Porte de Paris[3]
- Viaduc du canal Saint-Denis
- Viaduc Lamaze (sortie no 3 de l'autoroute A1)[4]

## Ponts ferroviaires
- Pont des Cathédrales (ex-pont numéro 1) à La Plaine Saint-Denis, supportant notamment la Ligne K
- Pont de Soissons, à La Plaine Saint-Denis, sur la ligne de La Plaine à Hirson et Anor (frontière) et supportant le RER B
- Pont sur le canal Saint-Denis et l'avenue du Colonel-Fabien, sur la ligne de Paris-Nord à Lille
- Ponts sur le Croult et la rue du Fort-de-la-Briche, sur la ligne de Saint-Denis à Dieppe
- Pont Hainguerlot, désaffecté

## Pont disparu
- Pont tournant du Franc-Moisin, sur le canal Saint-Denis[5] (en cours de démantèlement)